# Bellenaves
 Bellenaves  es una población y comuna francesa, situada en la región de Auvernia, departamento de Allier, en el distrito de Montluçon y cantón de Ébreuil.

## Demografía
| 1324 | 1196 | 1118 | 1104 | 1006 | 1003 |
| Para los censos de 1962 a 1999 la población legal corresponde a la población sin duplicidades (Fuente: INSEE [Consultar]) |      |      |      |      |      |